# Головино (Підосиновський район)
Голо́вино (рос. Головино) — присілок у складі Підосиновського району Кіровської області, Росія. Входить до складу Яхреньзького сільського поселення.
Населення становить 145 осіб (2010, 240 у 2002).
Національний склад станом на 2002 рік — росіяни 98 %.